# Mayra Ocampo
Mayra Alesandra Ocampo Aparicio (ur. 14 stycznia 1977) – wenezuelska zapaśniczka w stylu wolnym. Zajęła dziewiąte miejsce na  mistrzostwach świata w 1997. Zdobyła srebrny medal na mistrzostwach panamerykańskich w 1997 roku.